# Partus sequitur ventrem

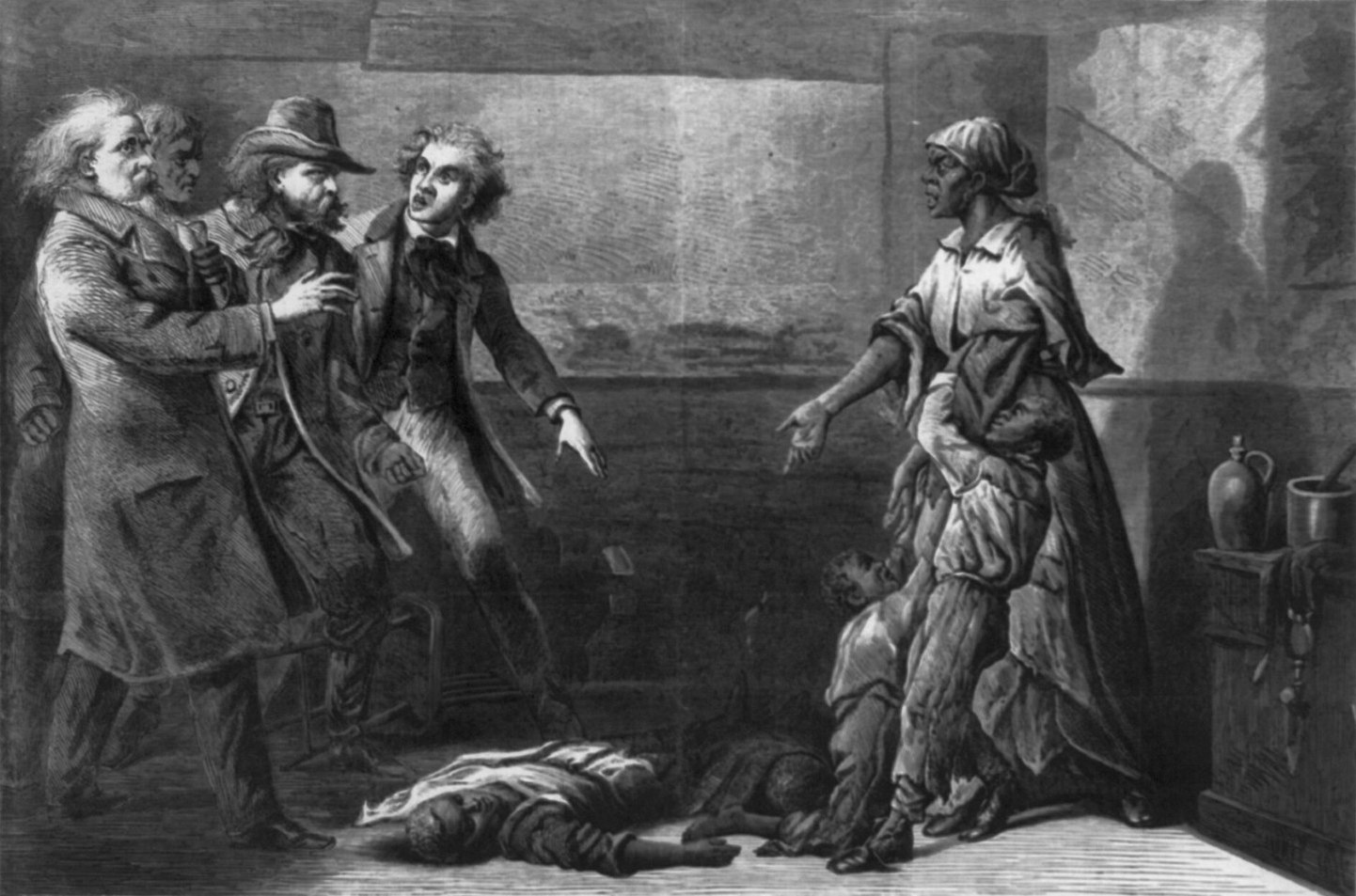
The modern Medea ("A Medeia Moderna", 1867), uma ilustração de Margaret Garner, uma afro-americana escravizada que fugiu e que em 1856, prestes a ser capturada, matou sua filha, Mary, para garantir que Mary não fosse devolvida à escravidão.

Partus sequitur ventrem (lit. 'aquilo que nasce segue o útero'; também partus) foi uma doutrina legal aprovada na Virgínia colonial em 1662 e em outras colônias da coroa inglesa nas Américas, que definia o status legal das crianças nascidas ali; a doutrina determinava que os filhos de mães escravizadas herdariam o status legal de suas mães. Como tal, filhos de mulheres escravizadas nasceriam na escravidão. A doutrina legal do partus sequitur ventrem foi derivada do direito civil romano, especificamente as porções relativas à escravidão e à propriedade pessoal (bens móveis), bem como o direito comum da propriedade pessoal; legislação análoga existia em outras civilizações, incluindo o Egito Medieval na África e a Coreia na Ásia.
O efeito mais significativo da doutrina foi colocar na escravidão de bens móveis todas as crianças nascidas de mulheres escravizadas. O partus sequitur ventrem logo se espalhou da colônia da Virgínia para todas as Treze Colônias. Como uma função da economia política da escravidão de bens móveis na América Colonial, o legalismo do partus sequitur ventrem isentou o pai biológico do relacionamento com as crianças que ele gerou com mulheres escravizadas, e deu todos os direitos sobre as crianças ao dono de escravos. A negação da paternidade a crianças escravizadas garantiu o direito do proprietário de escravos de lucrar com a exploração do trabalho de crianças geradas, criadas e nascidas na escravidão. A doutrina também significava que crianças multirraciais com mães brancas nasciam livres. As primeiras gerações de negros livres no sul dos Estados Unidos foram formadas a partir de uniões entre mulheres livres da classe trabalhadora, geralmente mestiças, e homens negros.
Doutrinas legais semelhantes de escravidão hereditária também derivadas do direito civil, operavam em todas as várias colônias europeias nas Américas e na África que foram estabelecidas pelos britânicos, espanhóis, portugueses, franceses ou holandeses, e essas doutrinas muitas vezes foram mantidas depois que as colônias se tornaram independentes.